# Pożegnanie z bronią
Pożegnanie z bronią (ang. A Farewell to Arms) – powieść Ernesta Hemingwaya wydana w roku 1929. Pierwsze polskie wydanie ukazało się w roku 1931.

## Fabuła
Frederick Henry, nazywany przez wszystkich Tenente (wł. porucznik), jest amerykańskim ochotnikiem, służącym w armii włoskiej na froncie I wojny światowej. Podczas spokojnej służby na tyłach, wypełnionej alkoholem i kobietami, poznaje angielską wolontariuszkę Czerwonego Krzyża Catherine Barkley. Wkrótce później rozpoczyna się włoska ofensywa, Frederick zostaje ranny i trafia do szpitala w Mediolanie. Tam ponownie spotyka Catherine, służącą w tym samym szpitalu. Długotrwałe leczenie i rehabilitacja Henry’ego sprzyjają powstaniu głębokiego uczucia. Dziewczyna zachodzi w ciążę.
Porucznik wraca na front jako dowódca małego oddziału ciężarówek sanitarnych. Rozpoczyna się ofensywa armii austriacko-niemieckiej. Podczas odwrotu jednostka zostaje odcięta i rozproszona. Tenente traci powierzony mu sprzęt i ludzi – podczas przebijania się do swoich ginie Aymo, a kolejny, Bonello, ucieka do niewoli. Fredericka zatrzymują włoscy karabinierzy i uznają za Niemca we włoskim mundurze lub dezertera. Widząc, że tacy są rozstrzeliwani, Tenente ucieka i w konsekwencji dezerteruje z wojska. Odnajduje Catherine w miasteczku Stresa na granicy ze Szwajcarią.
Wkrótce potem Frederick dowiaduje się, że zostanie aresztowany przez żandarmerię za dezercję. Znajomy hotelowy barman pomaga zakochanym uciec. Frederick i Catherine na łodzi wiosłowej przeprawiają się przez jezioro do Szwajcarii. Tam spędzają kilka spokojnych miesięcy, oczekując na rozwiązanie ciąży Catherine. Poród jest długi i wymaga cesarskiego cięcia. Dziecko rodzi się martwe. Po kilku godzinach Catherine umiera.
Powieść łączy w sobie wiele motywów zazwyczaj poruszanych przez autora. Miłość narastająca między bohaterami trwa w czasie brutalnej wojny, którą Hemingway relacjonuje na przestrzeni powieści. Nie brakuje charakterystycznych dla pisarza monologów głównego bohatera i opisów przyrody.
Książka jest oparta na przeżyciach samego autora.

## Czas i miejsce akcji

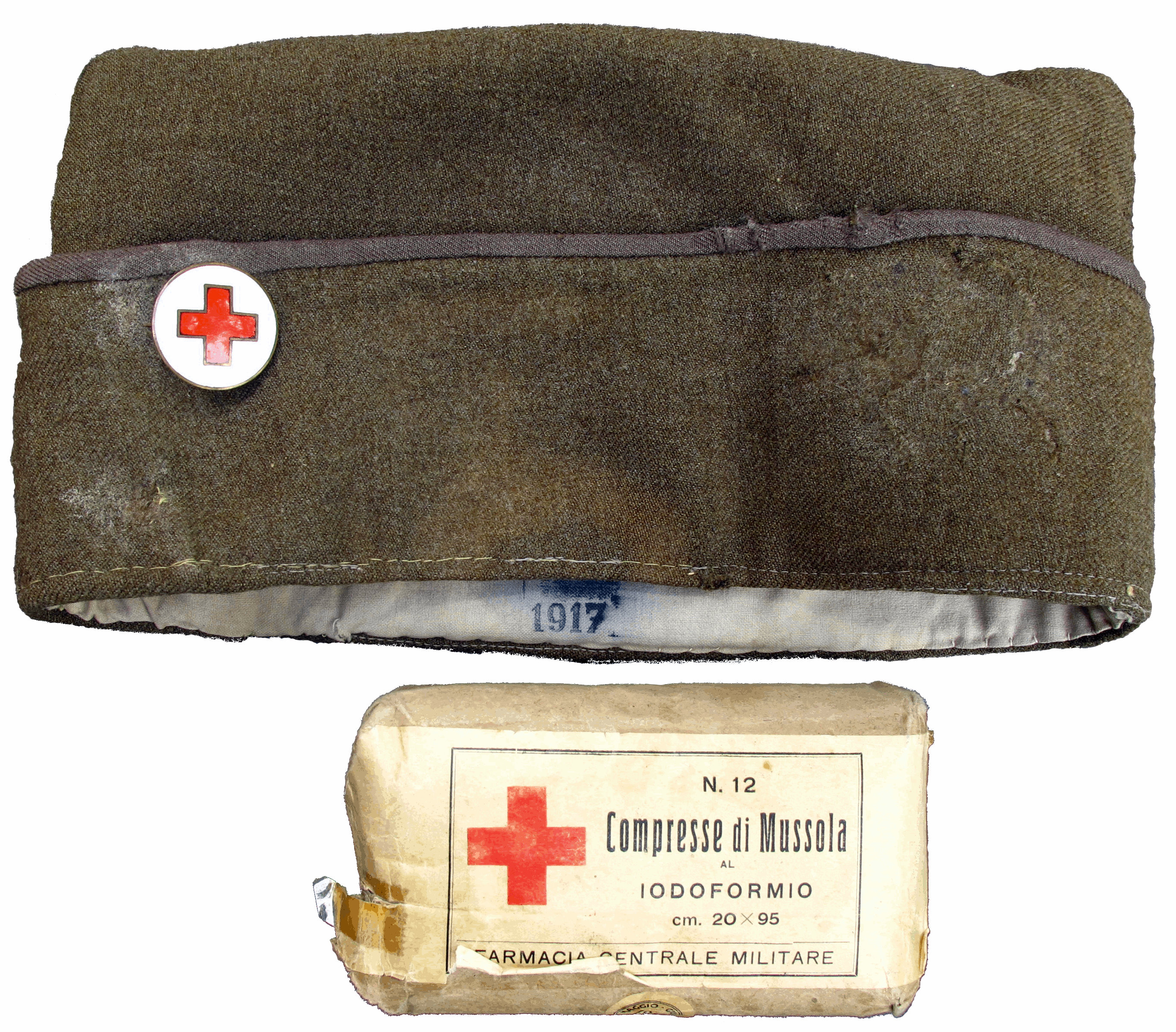
Czapka sanitariusza ze zbiorów Ernesta Hemingwaya

Akcja powieści rozgrywa się w latach 1917–1918 w północnych Włoszech, między innymi w czasie bitew nad Isonzo, zwłaszcza ostatniej z nich, bitwy pod Caporetto, w Mediolanie, Gorycji i Lozannie. Jezioro, którym Henry z Catherine uciekają do Szwajcarii, to Lago Maggiore.

## Bohaterowie
- Frederick Henry – porucznik w armii włoskiej (zwany po włosku tenente). Amerykanin, zakochany w Catherine, główny bohater i narrator powieści. Postać wzorowana na samym autorze, Erneście Hemingwayu.
- Catherine Barkley – angielska pielęgniarka Czerwonego Krzyża, kochanka Henry’ego, z którym później zachodzi w ciążę. Jej pierwowzór to Agnes von Kurowsky.
- Rinaldi – przyjaciel Henry’ego, włoski chirurg wojskowy. Prawdopodobnie chory na syfilis.
- Aymo – kierowca sanitarki, podwładny Henry’ego, ginie w akcji.
- Piani – kierowca sanitarki, podwładny Henry’ego, pomaga mu w czasie odwrotu.
- Bonello – kierowca sanitarki, podwładny Henry’ego, oddaje się do niewoli.
- Ksiądz – bliski znajomy Henry’ego na froncie.
- Doktor Valentini – doktor w stopniu majora, który operuje nogę Henry’ego.
- Hrabia Greffi – starzec, bliski znajomy Henry’ego.